# Paweł Sobolewski (piłkarz)
Paweł Sobolewski (ur. 20 czerwca 1979 w Ełku) – były polski piłkarz, grający na pozycji pomocnika, a obecnie trener piłkarski w Warmia Grajewo.

## Kariera
Początki
Paweł Sobolewski swoją piłkarską karierę rozpoczynał w Mazurze Ełk.
W 1998 roku został wypożyczony do Wigier Suwałki, w których zaliczył dwanaście ligowych występów.
W 2000 roku Sobolewski podpisał kontrakt z Warmią Grajewo.
Jego dobra postawa spowodowała, że przed sezonem 2001/02 został wypożyczony do grającej w drugiej lidze Jagiellonii (obecna I liga). W białostockiej drużynie wystąpił w 13 spotkaniach w których strzelił dwa gole.
Latem 2002 roku Sobolewski powrócił do Warmii. W rundzie jesiennej sezonu 2002/2003 podlaska drużyna spisywała się dobrze i zajmowała drugie miejsce w tabeli. Na wiosnę wyniki były dużo gorsze i zespół spadł na ósmą lokatę. Sobolewski po raz kolejny potwierdził jednak swoje umiejętności – w 29 meczach zdobył jedenaście goli i był wiodącą postacią zespołu.

### Jagiellonia Białystok
Przed sezonem 2003/2004 Sobolewski podpisał kontrakt z Jagiellonią. 9 sierpnia 2003 roku, w pierwszej kolejce rozgrywek II ligi (ob. I ligi), w spotkaniu z RKS-em Radomsko, strzelił wyrównującego gola w końcówce meczu. Minutę po tym zdarzeniu, Marcin Kośmicki ustalił wynik pojedynku na 2:1 dla białostoczan. Łącznie wystąpił w 29 spotkaniach, jednak głównie wchodził z ławki rezerwowych. Jagiellonia w lidze zajęła dziewiąte miejsce, zaś w pucharze Polski dotarła do półfinału, w którym ulegała Legii Warszawa.
W sezonie 2004/2005 Sobolewski był już podstawowym zawodnikiem Jagiellonii. Strzelił ważne gole z Widzewem Łódź, Podbeskidziem oraz KSZO które zapewniły jego drużynie cenne punkty. Wiosną 2005 roku przedłużył kontrakt z Jagiellonią o trzy lata. Jego dobre występy spowodowały zainteresowanie ze strony klubów Ekstraklasy. Łącznie w sezonie 2004/2005 wystąpił w 35 meczach.
Sezon 2005/2006 Sobolewski zaczął od występu w ligowym pojedynku z Lechią Gdańsk. W piątej kolejce rozgrywek strzelił gola w meczu z Radomiakiem Radom, który w dużym stopniu zaważył na zwycięstwie Jagiellonii. Zawodnik po raz kolejny był ważną postacią zespołu. Rozegrał łącznie 33 spotkania. Jagiellonia w rozgrywkach drugiej ligi uplasowała się na trzecim miejscu dającym prawo gry w barażach. W nich spotkała się z Arką Gdynia i dwukrotnie okazała się gorsza (Sobolewski wystąpił tylko w drugim spotkaniu).
W sezonie 2006/2007 Sobolewski strzelił ważne gole w spotkaniach z Podbeskidziem i Stalą Stalowa Wola. Jego dobra gra oraz duża liczba asyst spowodowała, że 18 grudnia 2006 roku podpisał czteroletnią umowę z Koroną Kielce. Numer z jakim występował w barwach Jagiellonii – 19 – został zastrzeżony. Cena transferu wyniosła około 800 tys. złotych.

### Korona Kielce
W Koronie zadebiutował 24 lutego 2007 roku w spotkaniu fazy grupowej pucharu Ekstraklasy z Widzewem Łódź, wchodząc na boisko w 85. minucie za Marcina Kaczmarka. Trzy dni później zagrał od początku spotkania w wygranym 2:1 meczu z Cracovią. Na początku marca, w pojedynku z Arką Gdynia, po raz pierwszy wystąpił w meczu polskiej Ekstraklasy. Łącznie w rundzie jesiennej sezonu 2006/2007 zagrał w siedmiu meczach najwyższej polskiej klasy rozgrywkowej. Korona uplasował się na siódmym miejscu w tabeli. W pucharze Polski dotarła do finału w którym uległa 0:2 Groclinowi Grodzisk Wielkopolski.
Sezon 2007/2008 rozpoczął od meczu z GKS-em Bełchatów. W trzeciej kolejce spotkań, po pojedynku z Wisłą Kraków Sobolewski często zmagał się z urazami i do końca rundy zagrał tylko w jeszcze jednym spotkaniu. Wiosną był podstawowym zawodnikiem kieleckiego klubu. 22 lutego 2008 roku, w zremisowanym 1:1 spotkaniu z Białą Gwiazdą zdobył swojego pierwszego gola na boiskach Ekstraklasy. Pod koniec sezonu trafiał do siatki rywali również w meczach z Górnikiem Zabrze oraz Groclinem. Łącznie rozegrał czternaście meczów i strzelił trzy gole. Korona z dorobkiem 51 punktów zajęła szóste miejsce w tabeli, jednak z powodu ujawnienia w kieleckim klubie korupcji, została karnie zdegradowana do nowo utworzonej pierwszej ligi.
W pierwszym meczu sezonu 2008/2009 Sobolewski strzelił gola przeciwko Stali Stalowa Wola, jednak jego drużyna przegrała 2:3. W rundzie jesiennej regularnie grywał przez pełne 90 minut. 26 kwietnia 2009 roku, w meczu z płocką Wisłą doznał kontuzji stawu skokowego i na boisku nie pojawił się już do końca rozgrywek. Korona w lidze zajęła trzecie miejsce i uzyskała prawo gry w barażach. W lipcu, dzięki decyzji Komisji ds. Nagłych PZPN bezpośrednio awansowała do Ekstraklasy.
Na początku sezonu 2009/2010 Sobolewski grał słabo. Nie prezentował tak wysokiej formy, jaką zadziwiał przed kontuzją odniesioną w pierwszoligowym meczu z Wisłą Płock. Brak było u niego dobrych rajdów lewym skrzydłem. W konsekwencji na kilka spotkań stracił miejsce w pierwszym składzie na rzecz Edsona. Gdy wchodził z ławki rezerwowych wnosił do gry zespołu bardzo wiele i strzelał bramki (z Odrą Wodzisław Śląski, Legią Warszawa oraz Zagłębiem Lubin). Powrót do dobrej dyspozycji został nagrodzony występami od pierwszych minut w trzech ostatnich spotkaniach przed przerwą zimową. W rundzie wiosennej również był podstawowym zawodnikiem. W meczu 26 kolejki z Legią Warszawa naderwał mięsień dwugłowy uda i miał nie zagrać do końca sezonu. Powrócił jednak na ostatnie spotkanie z Ruchem Chorzów i zaliczył w nim asystę przy pierwszym golu Macieja Tataja, a zwycięstwo które Korona odniosła nad śląskim klubem dało jej ostatecznie szóste miejsce w tabeli.

### Kariera samorządowa
W wyborach samorządowych w 2024, uzyskując 239 głosów, uzyskał mandat radnego Ełku z list Koalicji Obywatelskiej.

## Statystyki
(Stan na 20 czerwca 2024)
| Klub                                 | Sezon                                | Liga                                 | Mecze | Gole |
| ------------------------------------ | ------------------------------------ | ------------------------------------ | ----- | ---- |
| Mazur Ełk                            | 1994/1995                            | Liga okręgowa                        | 11    | 0    |
| Mazur Ełk                            | 1995/1996                            | Liga okręgowa                        | 15    | 1    |
| Mazur Ełk                            | 1996/1997                            | IV liga (ob. III liga)               | 30    | 2    |
| Mazur Ełk                            | 1997/1998                            | IV liga (ob. III liga)               | 28    | 7    |
| Razem dla Mazura Ełk (1994-1998)     | Razem dla Mazura Ełk (1994-1998)     | Razem dla Mazura Ełk (1994-1998)     | 84    | 10   |
| Wigry Suwałki (wyp.)                 | 1998/1999                            | III liga (ob. II liga)               | 12    | 0    |
| Razem dla Wigier Suwałki             | Razem dla Wigier Suwałki             | Razem dla Wigier Suwałki             | 12    | 0    |
| Mazur Ełk                            | 1998/1999                            | Liga okręgowa                        | 13    | 11   |
| Mazur Ełk                            | 1999/2000                            | Liga okręgowa                        | 29    | 25   |
| Mazur Ełk                            | 2000/2001                            | IV liga (ob. III liga)               | 1     | 2    |
| Razem dla Mazura Ełk (1998-2001)     | Razem dla Mazura Ełk (1998-2001)     | Razem dla Mazura Ełk (1998-2001)     | 43    | 38   |
| Warmia Grajewo                       | 2000/2001                            | IV liga (ob. III liga)               | 28    | 9    |
| Warmia Grajewo                       | 2001/2002                            | IV liga (ob. III liga)               | 22    | 9    |
| Razem dla Warmii Grajewo (2000-2002) | Razem dla Warmii Grajewo (2000-2002) | Razem dla Warmii Grajewo (2000-2002) | 50    | 18   |
| Jagiellonia (wyp.)                   | 2001/2002                            | II liga (ob. I liga)                 | 13    | 2    |
| Razem dla Jagiellonii (2001-2002)    | Razem dla Jagiellonii (2001-2002)    | Razem dla Jagiellonii (2001-2002)    | 13    | 2    |
| Warmia Grajewo                       | 2002/2003                            | III liga (ob. II liga)               | 29    | 11   |
| Razem dla Warmii Grajewo (2002-2003) | Razem dla Warmii Grajewo (2002-2003) | Razem dla Warmii Grajewo (2002-2003) | 29    | 11   |
| Jagiellonia                          | 2003/2004                            | II liga (ob. I liga)                 | 25    | 2    |
| Jagiellonia                          | 2004/2005                            | II liga (ob. I liga)                 | 34    | 3    |
| Jagiellonia                          | 2005/2006                            | II liga (ob. I liga)                 | 27    | 1    |
| Jagiellonia                          | 2006/2007                            | II liga (ob. I liga)                 | 16    | 2    |
| Razem dla Jagiellonii (2003-2007)    | Razem dla Jagiellonii (2003-2007)    | Razem dla Jagiellonii (2003-2007)    | 102   | 8    |
| Korona Kielce                        | 2006/2007                            | I liga (ob. Ekstraklasa)             | 7     | 0    |
| Korona Kielce                        | 2007/2008                            | I liga (ob. Ekstraklasa)             | 13    | 3    |
| Korona Kielce                        | 2008/2009                            | I liga (ob. Ekstraklasa)             | 23    | 2    |
| Korona Kielce                        | 2009/2010                            | Ekstraklasa                          | 27    | 3    |
| Korona Kielce                        | 2010/2011                            | Ekstraklasa                          | 28    | 1    |
| Korona Kielce                        | 2011/2012                            | Ekstraklasa                          | 26    | 2    |
| Korona Kielce                        | 2012/2013                            | Ekstraklasa                          | 21    | 1    |
| Korona Kielce                        | 2013/2014                            | Ekstraklasa                          | 4     |      |
| Korona Kielce                        | 2014/2015                            | Ekstraklasa                          | 12    | 0    |
| Korona Kielce                        | 2015/2016                            | Ekstraklasa                          | 11    | 1    |
| Razem dla Korony Kielce              | Razem dla Korony Kielce              | Razem dla Korony Kielce              | 200   | 17   |
| MKS Ełk (wyp.)                       | 2016/17                              | III liga                             | 25    | 2    |
| MKS Ełk                              | 2017/18                              | III liga                             | 23    | 1    |
| Razem dla MKS Ełk (2016-2018)        | Razem dla MKS Ełk (2016-2018)        | Razem dla MKS Ełk (2016-2018)        | 48    | 3    |
| Rominta Gołdap                       | 2018/19 (j)                          | IV liga                              | 13    | 10   |
| Razem dla Rominty Gołdap             | Razem dla Rominty Gołdap             | Razem dla Rominty Gołdap             | 13    | 10   |
| Biebrza Goniądz                      | 2018/19 (w)                          | IV liga                              | 10    | 0    |
| Razem dla Biebrzy Goniądz            | Razem dla Biebrzy Goniądz            | Razem dla Biebrzy Goniądz            | 10    | 0    |
| Mazur Ełk                            | 2020/21                              | IV liga                              | 1     | 0    |
| Mazur Ełk                            | 2021/22 (j)                          | IV liga                              | ?     | ?    |
| Razem dla Mazura Ełk (2020-2022)     | Razem dla Mazura Ełk (2020-2022)     | Razem dla Mazura Ełk (2020-2022)     | 1+    | 0+   |